# David Frost (Golfspieler)
David Laurence Frost (* 11. September 1959 in Kapstadt) ist ein südafrikanischer Profigolfer. Seine mehr als zwanzig Turniersiege verteilen sich über vier Kontinente und die Turnierserien PGA Tour, European Tour, Sunshine Tour, Asian Tour, Japan Golf Tour und seit 2010 auch Champions Tour.
Frost wurde 1981 Berufsgolfer und spielte zunächst auf der heimatlichen Sunshine Tour und der European Tour. Ab 1985 war er hauptsächlich auf der nordamerikanischen PGA Tour tätig, wo er insgesamt zehn Turniersiege erzielen konnte. Frost erreichte zwischenzeitlich die Top 10 der Golfweltrangliste und wurde 1994 und 1996 in die Internationale Mannschaft beim Presidents Cup einberufen. Als Kapitän gewann 1997 und 1998 im südafrikanischen Team mit Ernie Els und Retief Goosen den Alfred Dunhill Cup.
David Frost ist mit Corrie verheiratet und hat fünf Kinder. Er betreibt auch ein angesehenes Weingut, Frost Vineyards, in seinem Heimatland und benennt seine Produkte nach Golflegenden, wie Jack Nicklaus und Arnold Palmer.

## PGA Tour Siege
- 1988 Southern Open, Northern Telecom Tucson Open
- 1989 NEC World Series of Golf
- 1990 USF&G Classic
- 1992 Buick Classic, Hardee's Golf Classic
- 1993 Canadian Open, Hardee's Golf Classic
- 1994 Canon Greater Hartford Open
- 1997 MasterCard Colonial

## European Tour Siege
- 1984 Compagnie de Chauffe Cannes Open
- 1999 Mercedes-Benz – Vodacom South African Open (zählt auch zur Sunshine Tour)

## Champions Tour Siege
- 2010 3M Championship
- 2012 Liberty Mutual Insurance Legends of Golf (mit Michael Allen), AT&T Championship
- 2013 Toshiba Classic, Regions Tradition
- 2015 Mississippi Gulf Resort Classic

## European Seniors Tour Siege
- 2010 Mauritius Commercial Bank Open (zählt zur Saison 2011)
- 2012 MCB Tour Championship

## Andere Turniersiege
- 1983 Gordon's Gin Classic (Sunshine Tour)
- 1986 South African Open, South African Masters (beide Sunshine Tour)
- 1987 Safmarine Masters (Sunshine Tour)
- 1989 Million Dollar Challenge (Südafrika, inoffizielles Event)
- 1990 Million Dollar Challenge
- 1992 Million Dollar Challenge, Dunlop Phoenix (Japan Golf Tour)
- 1993 Hong Kong Open (Asian Tour)
- 1994 Lexington South African PGA Championship (Sunshine Tour), Hong Kong Open

## Teilnahmen an Teambewerben
- Alfred Dunhill Cup (für Südafrika): 1991, 1992, 1993, 1994, 1995, 1997 (Sieger), 1998 (Sieger), 1999, 2000
- World Cup (für Südafrika): 1998, 1999
- Presidents Cup (Internationales Team): 1994, 1996